# 22469 Poloniny
22469 Poloniny è un asteroide della fascia principale. Scoperto nel 1997, presenta un'orbita caratterizzata da un semiasse maggiore pari a 2,4092401 UA e da un'eccentricità di 0,1988492, inclinata di 5,03601° rispetto all'eclittica.